# 황금칼과 홍길동
"황금칼과 홍길동"은 대한민국의 영화이며, 1992년에 제작하였다. 감독은 이재규이다.

## 출연

### 주연
- 이봉원 - 홍길동
- 최영준 - 칠복이

### 조연
- 곽주현
- 이문수
- 이옥주
- 정철
- 박세범
- 신재명
- 최중화
- 최태환
- 이경희

## 기타
- 제작부장: 이해성
- 조명: 박성대
- 조감독: 박동원
- 조감독: 나상원
- 조감독: 한미선
- 소품: 김한상
- 특수효과: 정도안
- 분장: 김묘형
- 무술감독: 최강호